# Лас-Росас (муниципалитет)
Лас-Росас (исп. Las Rosas) — муниципалитет в Мексике, штат Чьяпас, с административным центром в одноимённом городе. Численность населения, по данным переписи 2020 года, составила 28 829 человек.

## Общие сведения
Название Las Rosas, в переводе с испанского языка — розы.
Площадь муниципалитета равна 234,8 км², что составляет 0,3 % от площади штата, а наиболее высоко расположенное поселение Сан-Хосе, находится на высоте 2262 метра.
Он граничит с другими муниципалитетами Чьяпаса: на севере с Аматенанго-дель-Валье, на востоке с Комитан-де-Домингесом, на юге с Сокольтенанго, и на западе с Венустиано-Карранса.

## Учреждение и состав
Муниципалитет был образован в 1915 году, по данным 2020 года в его состав входит 117 населённых пунктов, самые крупные из которых:
| Код INEGI                  | Населённый пункт                                                                    | Численность населения (2005 год) | Численность населения (2010 год) | Численность населения (2020 год) |
| -------------------------- | ----------------------------------------------------------------------------------- | -------------------------------- | -------------------------------- | -------------------------------- |
| 075                        | Всего                                                                               | 24969                            | 25530                            | 28829                            |
| 0001                       | Лас-Росас (исп. Las Rosas) 16°21′51″ с. ш. 92°22′10″ з. д. (административный центр) | 19203                            | 18817                            | 21194                            |
| 0013                       | Корраль-Иерба (исп. Corral Hierba) 16°20′49″ с. ш. 92°25′20″ з. д.                  | 518                              | 664                              | 731                              |
| 0024                       | Истапилья (исп. Ixtapilla) 16°21′47″ с. ш. 92°25′49″ з. д.                          | 548                              | 600                              | 689                              |
| 0045                       | Сакуальпа (исп. Zacualpa) 16°18′15″ с. ш. 92°22′51″ з. д.                           | 564                              | 617                              | 625                              |
| 0067                       | Сан-Антонио-эль-Парахе (исп. San Antonio el Paraje) 16°18′02″ с. ш. 92°23′55″ з. д. | 417                              | 486                              | 540                              |
| 0107                       | Нуэво-Тепеяк (исп. Nuevo Tepeyac) 16°22′47″ с. ш. 92°26′43″ з. д.                   | 283                              | 306                              | 328                              |
| 0169                       | Трес-Аморес (исп. Tres Amores) 16°16′54″ с. ш. 92°19′50″ з. д.                      | 209                              | 219                              | 305                              |
| —                          | Прочие                                                                              | 3227                             | 3821                             | 4417                             |
| Названия на карте Генштаба |                                                                                     |                                  |                                  |                                  |

## Экономическая деятельность
По статистическим данным 2000 года, работоспособное население занято по секторам экономики в следующих пропорциях:
- сельское хозяйство и скотоводство — 61,2 % ;
- промышленность и строительство — 12,4 %;
- торговля, сферы услуг и туризма — 25,2 %;
- безработные — 1,2 %.

## Инфраструктура
По статистическим данным 2020 года, инфраструктура развита следующим образом:
- электрификация: 98,4 %;
- водоснабжение: 39,6 %;
- водоотведение: 97,9 %.

## Туризм
Основные достопримечательности:
- Архитектурные: церкви Сан Мигеля, Святого Иосифа и Девы Марии Гваделупской, построенные в колониальный период.
- Природные: серные источники невдалеке от Истапильи, пещера длиной 30 км и 25 м в диаметре, берущая своё начало вблизи поселения Сипрес, и оканчивающаяся в соседнем муниципалитете Сокольтенанго.